# المقبل (حزم العدين)

تعديل مصدري - تعديل

المقبل محلة تابعة لقرية نجدالدار، التابعة لعزلة حليمة بمديرية حزم العدين إحدى مديريات محافظة إب في الجمهورية اليمنية، بلغ تعداد سكانها 29 حسب تعداد اليمن لعام 2004.